# Lonchothrix emiliae
Lonchothrix emiliae är en däggdjursart som beskrevs av Thomas 1920. Lonchothrix emiliae är ensam i släktet Lonchothrix som ingår i familjen lansråttor. Inga underarter finns listade i Catalogue of Life.
Denna gnagare blir 15,5 till 22 cm lång (huvud och bål) och har en 15 till 23 cm lång svans. Liksom hos andra lansråttor är kroppen på ovansidan täckt av avplattade styva hår samt av mjuka ljusbruna hår. De styva håren är gråbruna och har ibland gulvita spetsar (i motsats till Mesomys som har orange spetsar) vad som ger pälsen ett fläckigt utseende. Taggarna blir 26 till 28 mm långa och 1,8 till 2,0 mm breda. Kroppens undersida är täckt av grå, ljusbrun eller vitaktig päls. På svansen förekommer huvudsakligen fjäll och några korta taggar. Undersidan är naken och vid spetsen finns en tofs av 4,5 till 7 cm långa hår. De nakna och bruna öronen är med en längd av 13 mm ganska små och ofta gömda bland taggarna. På grund av de breda fötterna antas att arten klättrar i träd.
Lonchothrix emiliae lever i Brasiliens Amazonområde söder om Amazonfloden. För fynd från östra Peru saknas bekräftelse att det var denna art. Arten lever i regnskogar i låglandet. Den hittades även i galleriskogar och på gräsmark med sandig jord.
Antagligen vilar arten på dagen i trädens håligheter och den letar på natten efter föda. I djurets mage hittades rester av växtdelar med oklart ursprung. En upphittad hona var dräktig med tre ungar.
Lonchothrix emiliae hotas av skogsavverkningar men utbredningsområdet är ganska stort. Uppskattningsvis sker ingen beståndsminskning. IUCN kategoriserar arten globalt som livskraftig.